# Alfaro (Spagna)
Alfaro è un comune spagnolo situato nella zona est comunità autonoma di La Rioja. È circondato a est dal Río Alhama, un immissario dell'Ebro, fiume che scorre a nord della città.

## Etimologia
Etimologicamente il nome di «Alfaro» sembra avere origine nell'espressione araba Al-Faruh, che significa "il faro" o "la bertesca". Un'altra teoria lega il nome della città al termine arabo Alfara che significa "ceramica". La localizzazione geografica della città, posizionata in un altipiano che domina l'argine del fiume Ebro, fa propendere gli studiosi verso la prima ipotesi. In epoca romana il suo nome era invece «Graccurris».

## Storia
le prime testimonianze della presenza umana in questi luoghi si identificano con i reperti archeologici ritrovati nel sito di Eras de San martìn, risalenti all'età del ferro, nell'VIII secolo a.C. circa. Sopra questo primo villaggio si trovano prove di una secondo insediamento urbano, corrispondente al villaggio "Ilurcis" abitato dai vasconi. Nel 179 a.C. il luogo fu conquista dal console romano Tiberio Sempronio Gracco, il quale fondò la città romana di Gracurris.